# Stefan Schwarz
Hans-Jürgen Stefan Schwarz (Malmö, 18. travnja 1969.) je bivši švedski nogometaš i nacionalni reprezentativac. Danas radi kao pomoćni trener u Helsingborgsu.

## Karijera

### Klupska karijera
Stefan Schwarz je rođen 1969. u Malmöu od oca Nijemca i majke Šveđanke. Igrao je na pozicijama srednjeg veznog i lijevog krila. Svoju profesionalnu karijeru započeo je 1986. u lokalnom Malmö FF s kojim je osvojio naslov prvaka i nacionalni kup.
Nakon kratkog razdoblja u Bayer Leverkusenu, Schwarz 1990. odlazi u Benficu. Tijekom četverogodišnjeg igračkog razdoblja u Portugalu, igrač je dva puta osvojio Primeira Ligu. Tada je na pitanje: "Koliko je teško braniti Luisa Figa?" Schwarz odgovorio: "Kada vam je prva utakmica protiv Diega Armanda Maradone, ostatak protivnika je prelagan."
Sezonu 1994./95. igrač provodi u Arsenalu s kojim je igrao finale Kupa pobjednika kupova u kojem su s 2:1 poraženi od Real Zaragoze na Parku prinčeva. Nakon toga Schwarz odlazi u Serie A gdje potpisuje za Fiorentinu. S Violama je uspio osvojiti talijanski kup i Superkup.
Nakon jednogodišnje avanture u Valenciji, Stefan 1999. potpisuje za Sunderland. Prilikom potpisivanja za klub, u ugovoru je stavljena "svemirska klauzula" kojom se igraču zabranilo putovanje u svemir jer bi u protivnom ugovor mogao biti razvrgnut.
Također, iste godine mu je dodijeljena prestižna nagrada Guldbollen za najboljeg švedskog nogometaša.
Nogometaš je igračku karijeru prekinuo 2003. kada je Sunderland kao posljednji na tablici ispao u niži rang.

### Reprezentativna karijera
Stefan Schwarz je sa Švedskom nastupio na dva svjetska (Italija 1990. i SAD 1994.) te jednom europskom (Švedska 1992.) prvenstvu. Najveći reprezentativni uspjeh ostvaren je 1994. kada je sa švedskom reprezentacijom osvojio broncu na Mundijalu u SAD-u porazivši Bugarsku s 4:0.

## Osvojeni trofeji

### Klupski trofeji
| Klub       | Trofej                | Godina / sezona |
| Švedska    | Švedska               | Švedska         |
| ---------- | --------------------- | --------------- |
| Malmö FF   | Švedsko prvenstvo     | 1988.           |
| Malmö FF   | Švedski kup           | 1989.           |
| Portugal   |                       |                 |
| Benfica    | Portugalsko prvenstvo | 1990./91.       |
| Benfica    | Portugalski kup       | 1993.           |
| Benfica    | Portugalsko prvenstvo | 1993./94.       |
| Italija    |                       |                 |
| Fiorentina | Coppa Italia          | 1996.           |
| Fiorentina | Supercoppa Italiana   | 1996.           |

### Reprezentativni trofeji
| Turnir                     | Trofej  | Godina  |
| Švedska                    | Švedska | Švedska |
| -------------------------- | ------- | ------- |
| Svjetsko prvenstvo u SAD-u | Bronca  | 1994.   |

### Individualni trofeji
| Nagrada    | Godina  |
| Švedska    | Švedska |
| ---------- | ------- |
| Guldbollen | 1999.   |